# Волинська сотня
Волинська сотня — військово-адміністративна одиниця, Чернігівського полку Гетьманщини

## Історія
Виникла ще у 1648 р. як військовий підрозділ Сосницького полку (1648–1649 pp.). Юридично ж утворена після Переяславської ради напровесні 1654 року у складі Ніжинського полку. До сотні увійшли села Волинка, Ольшане, Чорнотичі, Киселівка, Боровичі, Верба, Псарівка, Мезин, Радичів, Авдіївка, Покошичі, Хлопеники. Від 1669 р. і до кінця існування — військовий та адміністративний підрозділ Чернігівського полку. 
Фундаторами сотні був рід Скот (Скоченків), близький до Красовських. В січні 1654 року склали присягу Скоченки Костянтин, Іван, Павло, Василь і сотник Григорій Іванович. 
Указом Катерини II про відкриття в Малоросії намісництв сотня 1782 р. ліквідована, а її територія включена до Чернігівського намісництва. Сотенний центр: село Волинка, тепер — село Сосницького району Чернігівської області.

## Сотники
- Скоченко Григорій Іванович (1654)
- Олещенко Василь (1669)
- Коляда Василь (1669-1672)
- Богданович Іван (1676)
- Лобина Федір Григорович (1679)
- Олещенко Василь (1676-1679)
- Борисенко Василь (1681)
- Лобина Федір Григорович(?-1682-1684-?)
- Милорадович Степан Михайлович (1691)
- Ліневич Петро (1695)
- Демиденко Петро (1697)
- Дорошенко Василь Андрійович (?-1693-1699-?)
- Демиденко Петро (?-1715-1718)
- Ліневич Карпо Петрович (1718–1734)
- Брежинський Олександр (1735–1736)
- Никифорович Тихон (1737–1738) - наказний
- Бородавка Гнат Якович (1738) - нак.
- Максимович Василь Дмитрович (1738–1743)
- Журба Роман (1743.10–1761)
- Журба Іван Романович(1763.09.04 - 1774)
- Лисенко Василь Васильович (1774.07.07 - 1782)

## Територія
На території сотні було 13 населених пунктів:
10 сіл — Волинка, Довга Гребля, Жукля, Козляничі, Лубенці, Ольшане, Самотуги, Сядринка, Чорнотичі, Шаболтасівка.
3 хутори — Хрибетнівський; Ліневича Матвія, бунчукового товариша та Шафонського Филимона, сосницького сотника.
На заході сотня межувала з Киселівською, на сході з Понорницькою на півдні з Сосницькою сотнями.

## Населення
Згідно ревізії 1747 р. козаки зосереджувалися в основному у с. Ольшане (209 з 431 людей були козацького стану, тобто 38%) і сотенному центрі Волинці (124, тобто 30%), крім того у с. Чорнотичах (71, тобто 16%) і с. Козляничах (27, тобто 6%). За кількістю хуторів (5) віднесена до сотень з нерозвинутою хутірською інфраструктурою, хоча в подальшому кількість хуторів стрімко зростала. 7,3% козацьких господарств – це 17 вдів (1739). Малі соціальні групи представлені 4 дворами бобровників у сс. Волинці (1) і Козляничі (3), 6 пташників у сс. Волинці (2), Чорнотич (3), Ольшане (4) (1748).